# Liste der Baudenkmale in Demmin
In der Liste der Baudenkmale in Demmin sind alle denkmalgeschützten Bauten der Stadt Demmin (Mecklenburg-Vorpommern) und ihrer Ortsteile aufgelistet. Grundlage ist die Veröffentlichung der Denkmalliste des Landkreises Mecklenburgische Seenplatte (Auszug) vom 20. Januar 2017.

## Baudenkmale nach Ortsteilen

### Demmin
| ID   | Lage                                                          | Bezeichnung                                                                               | Beschreibung | Bild                            |
| ---- | ------------------------------------------------------------- | ----------------------------------------------------------------------------------------- | --- | ------------------------------- |
| 322  | Husar-Schulz-Weg 2 (Karte)                                    | Gutshausruine (Haus Demmin) mit                                                           | Ruine der Burg aus dem 12. Jh., Runddonjon um 1200, klassizistisches Herrenhaus von 1840, abgebrannt 1998 | Gutshausruine (Haus Demmin) mit |
| 322  |                                                               | frühdeutscher Burgruine und                                                               | |                                 |
| 322  |                                                               | Wallanlage                                                                                | |                                 |
| 283  | Adolf-Pompe-Straße 12-15 (Karte)                              | Verwaltungsgebäude                                                                        | | Verwaltungsgebäude              |
| 284  | Adolf-Pompe-Straße 23 (Karte)                                 | Verwaltungsgebäude                                                                        | Ehem. Kreissparkasse von 1929, dann Haus des Landkreises | Verwaltungsgebäude              |
| 286  | Adolf-Pompe-Straße 31 (Karte)                                 | Wohnhaus                                                                                  | |                                 |
| 287  | Adolf-Pompe-Straße 33 (Karte)                                 | Wohnhaus                                                                                  | |                                 |
| 288  | Am Markt 4 (Karte)                                            | Wohn- und Geschäftshaus                                                                   | |                                 |
| 289  | Am Markt 5 (Karte)                                            | Hotel                                                                                     | |                                 |
| 290  | An der Gasanstalt 1a (Karte)                                  | Wohnhaus und                                                                              | |                                 |
| 290  | An der Gasanstalt 1a                                          | Nebengebäude                                                                              | |                                 |
| 291  | Mühlenteich 6, 6a (Karte)                                     | Wohnhaus mit                                                                              | |                                 |
| 291  |                                                               | ehemaliger Gießerei (Reste),                                                              | |                                 |
| 291  |                                                               | Garten und                                                                                | |                                 |
| 291  |                                                               | Einfriedung                                                                               | |                                 |
| 292  | Am Bollwerk 5 (Karte)                                         | Lübecker Speicher (um 1815)                                                               | | Weitere Bilder                  |
| 293  | Am Bollwerk 6 (Karte)                                         | Speicher (um 1900)                                                                        | Berliner Speicher von 1900 | Speicher (um 1900)              |
| 294  | Am Bollwerk 7 (Karte)                                         | Speicher (1935/40)                                                                        | großer Klänhammer Speicher im Bild links | Speicher (1935/40)              |
| 295  | An der Mühle 3 (Karte)                                        | Windmühle                                                                                 | Sanierter achteckiger holzverkleideter Galerieholländer von 1806 mit Sockelgeschoss |                                 |
| 296  | An den Tannen (Karte)                                         | Sternwarte im ehem. Wasserturm                                                            | | Weitere Bilder                  |
| 297  | August-Bebel-Straße 1, 1a/b; Pfarrer-Wessels-Straße 1 (Karte) | ehem. Arbeitshaus, spätere Ostkaserne                                                     | Gebäude von 1845 |                                 |
| 298  | August-Bebel-Straße 1d (Karte)                                | Wohnhaus                                                                                  | |                                 |
| 299  | August-Bebel-Straße 1e (Karte)                                | Wohnhaus                                                                                  | |                                 |
| 301  | Bahnhofstraße 12 (Karte)                                      | Wohnhaus                                                                                  | |                                 |
| 300  | Bahnhofstraße 22, 23, 23a (Karte)                             | Bahnhof mit                                                                               | | Weitere Bilder                  |
| 300  | Bahnhofstraße 22, 23, 23a (Karte)                             | Empfangsgebäude und                                                                       | |                                 |
| 300  |                                                               | Lokomotivschuppen                                                                         | |                                 |
| 302  | Bahnhofstraße 27                                              | Wasserwerk mit                                                                            | |                                 |
| 302  |                                                               | Verwaltungsgebäude,                                                                       | |                                 |
| 302  |                                                               | Maschinengebäude und                                                                      | |                                 |
| 302  |                                                               | Wasserreservoir                                                                           | |                                 |
| 303  | Bauhofstraße 2 (Karte)                                        | Wohnhaus                                                                                  | |                                 |
| 304  | Bauhofstraße 6 (Karte)                                        | Wohnhaus in der Stadtmauer                                                                | |                                 |
| 305  | Baumannstraße 12 (Karte)                                      | Wohnhaus                                                                                  | |                                 |
| 306  | Beethovenstraße 2 (Karte)                                     | Fassade, ehem. Wohnhaus (Verwaltungsgebäude)                                              | 2-gesch. saniertes Haus mit 3-gesch. Mittelrisalit mit rundem Abschluss und Mansarddach |                                 |
| 307  | Bergstraße (Karte)                                            | Friedhof, jüdischer mit                                                                   | | Weitere Bilder                  |
| 307  |                                                               | Grabmalen zw. 1850–1930                                                                   | |                                 |
| 308  | Bergstraße 13 (Karte)                                         | Wohnhaus (1920er)                                                                         | |                                 |
| 309  | Brinkstraße 1a (Karte)                                        | Lagerhaus                                                                                 | |                                 |
| 310  | Brinkstraße 5a (Karte)                                        | Mehrfamilienhaus                                                                          | |                                 |
| 314  | Clara-Zetkin-Straße 9 (Karte)                                 | Postgebäude                                                                               | Bauwerk von 1896 |                                 |
| 311  | Clara-Zetkin-Straße 14a (Karte)                               | Amtsgericht und                                                                           | | Weitere Bilder                  |
| 311  |                                                               | ehem. Untersuchungsgefängnis                                                              | |                                 |
| 312  | Clara-Zetkin-Straße 15 (Karte)                                | Wohnhaus                                                                                  | | Wohnhaus                        |
| 313  | Clara-Zetkin-Straße 16 (Karte)                                | Wohn- und Geschäftshaus                                                                   | |                                 |
| 315  | An den Tannen (Karte)                                         | Ulanendenkmal                                                                             | | Weitere Bilder                  |
| 316  | Devener Holz (Karte)                                          | Gesellschaftshaus (Neues Schützenhaus) mit Umgebung                                       | Gebäude von 1846, Abriss 2013 |                                 |
| 317  | Goethestraße 1a (Ernst-Barlach-Platz) (Karte)                 | Ernst-Barlach-Platz mit                                                                   | |                                 |
| 317  | (Karte)                                                       | Kriegsgräberfriedhof und                                                                  | |                                 |
| 317  | Goethestraße 1a (Ernst-Barlach-Platz) (Karte)                 | OdF Mahnmal (ehem. Kriegerdenkmal 1871)                                                   | |                                 |
| 318  | Frauenstraße 18 (Karte)                                       | Fritz-Reuter-Schule                                                                       | Die Schule wurde in den Jahren 1894 und 1895 als Stadtknabenschule errichtet. Der erste Schulleiter war Carl Goetze. | Weitere Bilder                  |
| 320  | Goethestraße 3 (Karte)                                        | Wohnhaus                                                                                  | |                                 |
| 323  | Jahnstraße 8 (Karte)                                          | Wohnhaus                                                                                  | |                                 |
| 324  | Jahnstraße 9 (Karte)                                          | Turnhalle                                                                                 | |                                 |
| 325  | Jarmener Straße (Karte)                                       | Stadion der Jugend                                                                        | |                                 |
| 1220 | Jarmener Straße (Karte)                                       | Friedhof mit                                                                              | |                                 |
| 1220 | Jarmener Straße                                               | Backsteinmauer                                                                            | |                                 |
| 1220 | Jarmener Straße                                               | Gedenkstätte                                                                              | |                                 |
| 1220 | Jarmener Straße                                               | Friedhofskapelle                                                                          | |                                 |
| 1220 | Jarmener Straße                                               | Glockenstuhl                                                                              | |                                 |
| 1220 | (Karte)                                                       | Ausländergräberfeld mit                                                                   | | Weitere Bilder                  |
| 1220 |                                                               | Obelisk und                                                                               | |                                 |
| 1220 |                                                               | 18 symbolischen Grabhügeln;                                                               | |                                 |
| 1220 |                                                               | Anlage des 1945er Gräberfeldes                                                            | |                                 |
| 1220 |                                                               | Soldatengräberfeld des 1. Weltkrieges mit                                                 | |                                 |
| 1220 | Jarmener Straße                                               | Grabstätten russischer Kriegsgefangener und Opfern des Kapp-Putsches,                     | |                                 |
| 1220 |                                                               | Soldatengräberfeld (1939 - 45) mit drei Steinkreuzen (Volksbundsymbol)                    | |                                 |
| 1220 |                                                               | Kinderfriedhofsfeld des Dr. Achterberg mit 3 Steinen                                      | |                                 |
| 1220 |                                                               | Grabmonument Bürgermeister Moritz und Emilie Albrecht                                     | |                                 |
| 1220 |                                                               | Grabmonument Friedrich Zimmermann                                                         | |                                 |
| 1220 |                                                               | Grabmonument Kirchner                                                                     | |                                 |
| 1220 |                                                               | Grabmonument Sepke (Plastik der Grabstele)                                                | |                                 |
| 1220 |                                                               | Sandsteinobelisk Rudolphy (ältester Stein des Friedhofs, vormals Marienhain)              | |                                 |
| 1220 |                                                               | Grabstätte Gesellius                                                                      | |                                 |
| 1220 |                                                               | Grabstätte Richard Thym                                                                   | |                                 |
| 1220 |                                                               | Sandsteinstele Lindner, 1875                                                              | |                                 |
| 1220 |                                                               | Granitkreuz an der Gruft Stettgast (größtes Steinkreuz d. Friedhofs)                      | |                                 |
| 1220 |                                                               | vier gusseiserne Kreuze der Eisengießerei Schünemann auf der Grabstätte Familie Schneider | |                                 |
| 1220 |                                                               | schmiedeeisernes Jugendstilgitter Familie Köpke                                           | |                                 |
| 1220 |                                                               | Stein und Einfassung der Grabstätte Superintendent Dr. Lengerich                          | |                                 |
| 1220 |                                                               | Grabstätte Kommerzienrat Pfeifer                                                          | |                                 |
| 1220 |                                                               | Grabmonument Karla Oesterlin (weißer Marmorstein)                                         | |                                 |
| 1220 |                                                               | Stein und Einfassung der Grabstätte Klänhammer                                            | |                                 |
| 1220 |                                                               | Grabstätte Adolf Pompe (Erg. 24.09.1997)                                                  | |                                 |
| 326  | Kirchplatz (Karte)                                            | Kirche St. Bartolomaei                                                                    | gotisches Backsteingebäude aus dem 13. Jh., Zerstörungen 1631, 1637 und 1639, Wiederaufbau bis 1676 und erneute Zerstörung, bis 1706 weitgehend wiederhergestellt, 1826 Umbau von Altar und Chorraum, 1857 bis 1867 ein völliger Umbau nach Plänen von Friedrich August Stüler, dreischiffige gotische Hallenkirche aus Backstein, neugotischer Ostgiebel | Weitere Bilder                  |
| 326  | Kirchplatz                                                    | Kirchplatz                                                                                | |                                 |
| 328  | Kirchplatz 1/2                                                | Wohnhaus                                                                                  | |                                 |
| 329  | Loitzer Straße 50 (Karte)                                     | ehem. Westkaserne (sog. „Weißes Krankenhaus“)                                             | Bau von 1862, ehemalige Autopsie mit Anbauten, ehemaliger Geräteschuppen |                                 |
| 330  | Marienhain                                                    | Gartenanlage (ehem. Marienfriedhof) mit                                                   | |                                 |
| 330  |                                                               | Kapelle und                                                                               | |                                 |
| 330  |                                                               | 8 Grabmonumenten (u. a. Lohbeck und Muhrbeck)                                             | |                                 |
| 331  | Mühlenstraße 30 (Karte)                                       | Wohn- und Geschäftshaus (sog. „Geselliushaus“)                                            | 3-gesch. barockisierendes Geselliushaus von Friedrich Brinkmann, 1935 von der Buchdruckerfamilie errichtet, die Familie war seit 1832 Verleger vom Demminer Tageblatt, 2-gesch. Erker mit Symbolfiguren, Zunft- und Handwerkerzeichen. | Weitere Bilder                  |
| 327  | Reiferstraße 2a (Karte)                                       | Kirche „Maria Rosenkranzkönigin“, kath.                                                   | Neugotische einschiffige Kirche von 1915, Turm mit offenen Glockenstuhl, 45 Meter hoch | Weitere Bilder                  |
| 332  | Schillerstraße 2 (Karte)                                      | Wohnhaus                                                                                  | |                                 |
| 333  | Schillerstraße 3 (Karte)                                      | Wohnhaus mit                                                                              | |                                 |
| 333  |                                                               | Eisengitterzaun                                                                           | |                                 |
| 334  | Schillerstraße 4 (Karte)                                      | Wohnhaus                                                                                  | |                                 |
| 335  | Schillerstraße 9 (Karte)                                      | Wohnhaus                                                                                  | |                                 |
| 336  | Schillerstraße 11 (Karte)                                     | Wohnhaus                                                                                  | |                                 |
| 337  | Schillerstraße 16 (Karte)                                     | Wohnhaus                                                                                  | |                                 |
| 339  | (Karte)                                                       | Stadtbefestigung mit Stadtmauer,                                                          | Befestigung ab 13. Jh., gotisches Luisentor (Kuhtor) mit Sockel aus Granitfindlingen, darüber Turm mit Ziegelmauerwerk und Staffelgiebel | Weitere Bilder                  |
| 339  | Clara-Zetkin-Straße 35 (Karte)                                | Luisentor                                                                                 | | Weitere Bilder                  |
| 339  | Turmstraße (Karte)                                            | Pulverturm                                                                                | 1546 erwähnter Turm von um 1571 | Pulverturm                      |
| 339  |                                                               | innere und äußere Ringstraße                                                              | |                                 |
| 339  |                                                               | Wallanlagen                                                                               | |                                 |
| 340  | Thomas-Mann-Straße 1 / Ebert-Straße 7, 7a (Karte)             | Wohnhaus                                                                                  | |                                 |
| 341  | Treptower Straße 31 (Karte)                                   | Bankgebäude                                                                               | |                                 |
| 344  | Wollweberstraße 21 (Karte)                                    | Krankenhaus, (sog. „Rotes Krankenhaus“)                                                   | Bau von 1900, Neubau von 1995ff |                                 |

### Deven
| ID  | Lage              | Bezeichnung                 | Beschreibung | Bild |
| --- | ----------------- | --------------------------- | ------------ | ---- |
| 349 | Deven             | Kirche mit                  |              |      |
| 349 |                   | Friedhof und                |              |      |
| 349 |                   | Eisengitterzaun             |              |      |
| 350 | (B 110; km 91,15) | Meilenstein (Meilenobelisk) |              |      |

### Erdmannshöhe
| ID  | Lage                                   | Bezeichnung                 | Beschreibung | Bild |
| --- | -------------------------------------- | --------------------------- | ------------ | ---- |
| 358 | L 27; km 2,6 (hinter dem Chausseehaus) | Meilenstein (Meilenobelisk) |              |      |

### Randow
| ID  | Lage             | Bezeichnung                 | Beschreibung | Bild |
| --- | ---------------- | --------------------------- | ------------ | ---- |
| 351 | (B194, km 30,35) | Meilenstein (Meilenobelisk) |              |      |

### Seedorf
| ID  | Lage                   | Bezeichnung  | Beschreibung | Bild |
| --- | ---------------------- | ------------ | ------------ | ---- |
| 960 | Seedorf 40 (Karte)     | Wohnhaus mit |              |      |
| 960 | Seedorf 41 (Karte)     | Nebengebäude |              |      |
| 962 | Seedorf 42, 43 (Karte) | Wohnhaus mit |              |      |
| 962 |                        | Nebengebäude |              |      |

### Stuterhof
| ID  | Lage                  | Bezeichnung         | Beschreibung | Bild |
| --- | --------------------- | ------------------- | ------------ | ---- |
| 345 | Rosestraße 24 (Karte) | Wohnhaus mit        |              |      |
| 345 |                       | Einfriedung         |              |      |
| 346 | Rosestraße            | Kapp-Putsch Denkmal |              |      |

### Vorwerk
| ID  | Lage                                                                       | Bezeichnung                 | Beschreibung | Bild |
| --- | -------------------------------------------------------------------------- | --------------------------- | ------------ | ---- |
| 165 | L 27/L 271                                                                 | Meilenstein (Meilenobelisk) |              |      |
| 347 | Neubrandenburger Straße 1 (Karte)                                          | Speicher                    |              |      |
| 348 | Stavenhagener Straße (L 271) (Anschluss an B 194, am alten Straßenverlauf) | Meilenstein (Meilenobelisk) |              |      |

### Waldberg
| ID  | Lage                          | Bezeichnung                 | Beschreibung | Bild |
| --- | ----------------------------- | --------------------------- | ------------ | ---- |
| 352 | Waldberg 2 (Karte)            | Stallscheune                |              |      |
| 353 | B194 (südlich von Waldberg 2) | Meilenstein (Meilenobelisk) |              |      |

### Wotenick
| ID   | Lage                    | Bezeichnung                   | Beschreibung | Bild           |
| ---- | ----------------------- | ----------------------------- | --- | -------------- |
| 1173 | Wotenick 9 (Karte)      | Wohnhaus (ehem. Küsterschule) | |                |
| 1174 | Wotenick 26, 27 (Karte) | Gaststätte                    | |                |
| 1175 | Wotenick 28 (Karte)     | Feuerwehr                     | |                |
| 1176 | Wotenick 78 (Karte)     | Pfarrhaus                     | |                |
| 1177 | Wotenick 8 (Karte)      | Kirche mit                    | Frühgotische, einschiffige Dorfkirche aus Backsteinen auf Feldsteinsockel, Westturm 18. Jh., Innenraum neugotisch, Grabstelen 18./19. Jh. Quadratischer | Weitere Bilder |
| 1177 |                         | Feldsteinmauer                | |                |
| 1177 |                         | Grabstelen 18./19. Jh.        | |                |
| 1178 | (an Wotenick 7)         | Kriegerdenkmal 1914/18        | |                |

## Gestrichene Baudenkmale
- Demmin, Adolf-Pompe-Straße 30, Wohnhaus
- Demmin, Devener Holz, Gesellschaftshaus (Neues Schützenhaus) mit Umgebung
- Demmin, Seedorf 41, Wohnhaus mit Nebengebäude

## Quelle
- Karte der Baudenkmale im Geoportal des Landkreises